# مستوى الرصاص في الدم
مستوى الرصاص في الدم (BLL)، هو قياس نسبة الرصاص في الدم، ويُقاس بالميكروغرام الواحد من الرصاص لكل ديسيلتر من الدم (ميكروجرام/ديسيلتر) (μg/dL); وتعادل 10 ميكروغرام/ديسيلتر 0.48 ميكرومول لكل لتر (µmol/L).
ويحدث التعرُض للرصاص عن طريق الابتلاع والاستنشاق واللمس الجلدي، عند التعرُض للرصاص، يدخل الرصاص مجرى دم الفرد ويرفع مستوى الرصاص بدمه مما يؤدي إلى التسمم بالرصاص أو ارتفاع مستوى الرصاص بالدم، ويُعد الاستنشاق هو المصدر الرئيسي الذي يتعرض من خلاله الفرد للرصاص، وقد تحتوي المصانع والمعامل وعوادم السيارات وحتى الغبار الذي يستنشقه الناس من الهواء على الرصاص، وتشمل المصادر الرئيسية الأخرى للتعرض للرصاص الابتلاع واللمس لمنتجاتٍ مثل الطلاء والتربة التي ربما تحتوي على الرصاص.
وتنص مراكز مكافحة الأمراض واتقائها (CDC) على أن مستوى الرصاص في الدم الذي يصل إلى 5 ميكروجرام/ديسيلتر أو أعلى هو سببٌ يدعو للقلق، ومع ذلك، يمكن أن يعيق الرصاص التطور حتى عندما يكون مستوى الرصاص في الدم أقل من 5 ميكروجرام/ديسيلتر. وقد يعاني البالغون الذين يتعرضون لكميات خطيرة من الرصاص من الإصابة بفقر الدم وضعف النظام العصبي والضعف وارتفاع ضغط الدم ومشكلات في الكلى وانخفاض الخصوبة وزيادة مستوى الإجهاض وانخفاض الوزن عند الولادة وحالات الولادة المبكرة. يصاب الأطفال الذين يتعرضون لمستويات عالية من الرصاص بأعراض مشابهةً، والتي تتضمن فقر الدم وتلف الكلى والمغص وقصور بالجهاز العصبي وقصور أيض فيتامين D. ومع ذلك، فإن نسبة الضرر الناتجة عن التعرض للرصاص تكون ذات مستوياتٍ أقل عنها لدى البالغين، ويمكن أن يحدث قصورٌ بالجهاز العصبي عند الأطفال مع مستوى رصاص بالدم يقدر بأقل من 10 ميكروجرام/ديسيلتر. بل إن القصور بالجهاز العصبي أو التأخُر وبطء النمو وتأخُر النضج الجنسي نتيجة التعرض للرصاص ربما يؤثر على الأطفال بينما يكبرون وصولاً إلى مرحلة البلوغ.